# Алма
Алма (египетски арабски: عالمة ʕálma) е име на класа куртизанки или артистки в Египет, жени образовани да пеят и рецитират класическа поезия и да дискутират остроумно. Те са образовани момичета от добро социално положение, обучени в танците, песните и поезията, присъстващи на фестивали и забавления и наемани като опечалени при погребения.
През XIX век, алма започва да се използва като синоним на гауази, еротични танцьорки от етността Доми, чиито изпълнения са били забранени в Египет през 1834 г., от Мохамед Али паша. В резултат на забраната, гауази танцьорките са били принудени да се преструват, са всъщност ауалим. Терминът става синоним на бели денс в европейския ориентализъм от XIX век.